# Basilianus minor
Basilianus minor is een keversoort uit de familie Passalidae. De wetenschappelijke naam van de soort is voor het eerst geldig gepubliceerd in 1914 door Frederic Henry Gravely als Aceraius minor.
Hij beschreef de soort aan de hand van vijf specimens afkomstig uit Taiping (Maleisië) die in het Koninklijk Zoölogisch Museum in Berlijn werden bewaard.